# Microcentrum navigator
Microcentrum navigator är en insektsart som beskrevs av Piza Jr. 1980. Microcentrum navigator ingår i släktet Microcentrum och familjen vårtbitare. Inga underarter finns listade i Catalogue of Life.